# 2S22 Bohdana
Le 2S22 Bohdana (en ukrainien :  2С22 «Богдана») est un canon automoteur ukrainien de 155 mm. 

## Historique
Le prototype est présenté en 2018, il s'agit d'une pièce d'artillerie de calibre 155 mm montée sur un châssis de camion KrAZ-6322. Il semble qu'en 2022, il n'y ait qu'un unique exemplaire. 
Le Bohdana est entré en production en janvier 2023 et a été produit à trente exemplaires en décembre 2023. 
En 2024, la production atteint 9 par mois.
En avril 2025, la production est portée à 20 unités par mois, et pourrait atteindre 36 à terme,.

### Engagements
- Le 2S22 Bohdana est utilisé par la 55e brigade d'artillerie durant l'invasion de l'Ukraine par la Russie en 2022 lors de la bataille navale de l'île des Serpents (2022)[6], la 57e brigade d'infanterie motorisée et la 47e brigade d'artillerie[7],[8].